# Колесников, Владимир Анатольевич
Владимир Анатольевич Колесников (22 сентября 1974, Москва) — российский футболист, игрок в мини-футбол, тренер. Мастер спорта России. Главный тренер клуба «Газпром-Югра».

## Биография
Воспитанник московской футбольной ДЮСШ «Смена».
Карьеру футболиста начал в «Сатурне» из Раменского, также играл за мытищинское «Торпедо», родную «Смену» и люберецкий «Торгмаш».
Ещё будучи футболистом, тренировался в составе мини-футбольного «Минкаса», но не смог заключить контракт с клубом по причине уже имеющегося соглашения. В 1996 году, параллельно играя за «Торгмаш», начал играть в мини-футбол за московское «Торпедо», далее играл за «Спартак-Перово». В 1998 году перешёл в клуб «Спартак-Щёлково», игравший в первой лиге «А».
Первым клубом Высшей лиги для Колесникова стал ЦСКА. После этого он 4 сезона провёл в югорском клубе «ТТГ-Ява», затем вернулся в стан «армейцев». Далее играл за КПРФ, карьеру игрока заканчивал в «Мытищах».
Тренерский путь начал в любительском мини-футболе, позже вернулся в систему «Газпрома-Югры (ранее ТТГ-Явы)», пройдя путь от помощника тренера дубля до главного тренера основной команды.

## Достижения
- Чемпион России (3): 2017/18, 2021/22, 2023/24
- Обладатель Кубка России (3): 2017/18, 2018/19, 2020/21
- Обладатель Суперкубка России (2): 2022, 2024